# Reportaj parlamentar
Reportaj parlamentar este o operă literară scrisă de Ion Luca Caragiale. 